# تاریک‌مرغ بال‌شمشیری
تاریک‌مرغ بال‌شمشیری (نام علمی: Lipaugus uropygialis) نام یک گونه از سرده مرغ‌های تاریک است.